# 平汝高速公路
平汝高速公路指湖南省境内平江县至汝城县高速公路全段，属于国家高速G0422，湖南省高速公路S11公路北起鄂界，南止仁深高速公路。主线呈南北纵向，因属湖南省最东部高速公路干线，列湖南高速公路规划的“五纵七横”的“第一纵”。按照工程建设与管理，分为通平、浏醴、醴茶、衡炎（泉南高速）和炎汝五段，主线总长约481公里，除衡炎段于2005年12月29日正式开工建设外，其余四段均于2009年5月27日开工，2013年全线贯通。
平汝高速公路途径岳阳、长沙、株洲、衡阳与郴州5地级市所辖平江、浏阳、长沙、醴陵、攸县、茶陵、衡东、炎陵、桂东和汝城共计11县市。

## 链接
- 炎陵在线：《高速公路专题》